# Ameiva
Genre
Synonymes
- Tiaporus Cope, 1892

Ameiva est un genre de sauriens de la famille des Teiidae.

## Répartition
Les 32 espèces de ce genre se rencontrent en Amérique du Nord, en Amérique centrale, en Amérique du Sud et aux Antilles.

## Liste des espèces
Selon The Reptile Database (15 août 2015) :
- Ameiva aggerecusans Koch, Venegas, Rödder, Flecks & Böhme, 2013
- Ameiva ameiva (Linnaeus, 1758)
- Ameiva atrata Garman, 1887
- Ameiva atrigularis Garman, 1887
- Ameiva auberi Cocteau, 1838
- Ameiva bifrontata Cope, 1862
- Ameiva chrysolaema Cope, 1868
- Ameiva cineracea Barbour & Noble, 1915
- Ameiva concolor Ruthven, 1924
- Ameiva corax Censky & Paulson, 1992
- Ameiva corvina Cope, 1861
- Ameiva dorsalis Gray, 1838
- Ameiva erythrocephala (Shaw, 1802)
- Ameiva exsul Cope, 1862
- Ameiva fuliginosa (Cope, 1892)
- Ameiva fuscata Garman, 1887
- Ameiva griswoldi Barbour, 1916
- Ameiva jacuba Giugliano, Nogueira, Valdujo, Collevatti & Colli, 2013
- Ameiva lineolata Duméril & Bibron, 1839
- Ameiva major Duméril & Bibron, 1839
- Ameiva maynardi Garman, 1888
- Ameiva nodam Koch, Venegas, Rödder, Flecks & Böhme, 2013
- Ameiva pantherina Ugueto & Harvey, 2011
- Ameiva parecis (Colli, Costa, Garda, Kopp, Mesquita, Péres, Valdujo, Vieira & Wiederhecker, 2003)
- Ameiva plei Duméril & Bibron, 1839
- Ameiva pluvianotata Garman, 1887
- Ameiva polops Cope, 1862
- Ameiva praesignis (Baird & Girard, 1852)
- Ameiva provitaae Garcia-Perez, 1995
- Ameiva reticulata Landauro, García-Bravo & Venegas, 2015
- Ameiva taeniura Cope, 1862
- Ameiva wetmorei Stejneger, 1913

## Publication originale
- Meyer, 1795 : Synopsis reptilium : novam ipsorum sistens generum methodum : nec non Gottingensium huius ordinis animalium enumerationem. Gottingae, Vandenhoek et Ruprecht, p. 1-32 (texte intégral).